# Mónica del Raval
Ramona Coronado García, más conocida como Mónica del Raval (Villamanrique, 16 de febrero de 1964-Barcelona, 3 de septiembre de 2024), fue una prostituta y actriz española de origen manchego afincada en Barcelona.

## Biografía
Empezó a ejercer en Madrid, en la calle Ballesta, cerca de la Gran Vía, con dieciocho años. Antes habitaba con sus padres y sus hermanos en Alcácer, Huerta Sur. Tras marcharse de casa, pasó 7 meses en el denominado «barrio chino» de Valencia y pasó por Alicante, Ibiza y Mallorca antes de establecerse definitivamente en Barcelona en 1987, donde adoptó el nombre de Mónica.
Era común verla en frente del Gran Teatro del Liceo y de El Raval, barrio en el que vivió durante décadas y en el que se hizo conocida por su apariencia avenida, por usar abundante maquillaje y por lucir una corona de plástico, lo que le valió el apodo de «Reina del Raval». Allí mismo trabó amistad con la reconocida Carmen de Mairena.
A lo largo de su carrera, fue cambiando de nombre artístico según el lugar donde trabajaba: antes de ser Mónica en Barcelona, se llamaba Marta en Ibiza, Heidi en Valencia y Carolina en Alicante.
En 2008 se estrenó un documental sobre ella, dirigido por Francesc Betriu y titulado Mónica del Raval, que hizo crecer su renombre. En 2012 apareció en el programa Callejeros, que le dedicó un capítulo especial. En 2015, anunció que se retiraba del oficio de prostituta después de haber copulado, a su juicio, con más de 80.000 hombres. Posteriormente, empezó a comercializar merchandising propio y participó en varias películas: Nos parecía importante (2016), La maldita primavera (2017) y Puta y amada (2018).

### Últimos años
Hacia el final de su vida, enfermó y se trasladó a una residencia de ancianos, así que dejó la vida pública. En 2018, sufrió complicaciones de salud por las que estuvo meses hospitalizada, pero se mantuvo estable. Finalmente, el 3 de septiembre de 2024, su amiga Samantha Ballentines, drag queen, anunció que había fallecido a los 60 años. En la actualidad se le reivindica como icono de la contracultura, el inconformismo y el movimiento LGBT, así como por una parte del feminismo.

## Filmografía
- Mónica del Raval (2009, documental, como ella misma)
- Nos parecía importante (2016, como tarotera)
- La maldita primavera (2017, como Mónica)
- Puta y amada (2018, como Mónica)